# Communauté d'agglomération de Cambrai
La Communauté d'Agglomération de Cambrai (CAC) est une communauté d'agglomération française, située dans le Département du Nord et la Région Hauts-de-France.
Elle fait partie du Syndicat Mixte du Pôle d'Équilibre Territorial et Rural (PETR) du Pays du Cambrésis qui regroupe également les autres Établissements Publics de Coopération Intercommunale (EPCI) de l'arrondissement de Cambrai, à savoir la Communauté d'Agglomération du Caudrésis-Catésis et la Communauté de Communes du Pays Solesmois.

## Historique
Une première communauté d'agglomération de Cambrai a été créée le 22 décembre 1992 sous la forme de communauté de villes, la première constituée en France et l'une des cinq à avoir été créés. À ce titre, elle peut être considérée (comme les communautés d'agglomération de La Rochelle, du SICOVAL, de Flers et d'Aubagne) comme l'un des ancêtres de l'actuel statut de communauté d'agglomération, caractérisé notamment par l'adoption d'une fiscalité professionnelle unique (TPU), qui assure une péréquation de ressources entre les communes accueillant de nombreuses entreprises et les communes résidentielles, et met en commun de nombreuses compétences. Elle comprenait en 1992, lors de sa création, 13  communes  regroupant 45 591 habitants selon le recensement de 1990, et son périmètre se caractérisait par une discontinuité territoriale.
La création est motivée par la volonté d'imposer Cambrai comme centre urbain et faire contrepoids à d'autres grandes agglomérations urbaines: communauté urbaine de Lille ou de Dunkerque[réf. nécessaire].
L'établissement a été transformé en communauté d'agglomération le 15 décembre 1999, dès l'entrée en vigueur de la loi relative au renforcement et à la simplification de la coopération intercommunale de 1999.
Regroupant initialement 17 communes, cette première communauté d'agglomération a été rejointe par 16 autres communes. :
- 28 décembre 2001 adhésion d'Escaudœuvres
- 24 février 2002 adhésion d'Awoingt
- 20 décembre 2002 adhésion de Naves
- 23 décembre 2004 adhésion de Rieux-en-Cambrésis et Villers-en-Cauchies
- 29 décembre 2005 adhésion de Wambaix
- 1er janvier 2009 adhésion d'Iwuy
- 1er janvier 2012 adhésion d'Esnes
- 1er janvier 2013 adhésion de Boursies, Crèvecœur-sur-l'Escaut, Doignies, Honnecourt-sur-Escaut, Lesdain, Les Rues-des-Vignes, Mœuvres et  Villers-Guislain.

Le 1er janvier 2014, les communautés de communes de Sensescaut et de l'Ouest Cambrésis fusionnent avec l'ancienne communauté d'agglomération, pour former une nouvelle structure ayant la même dénomination, qui comprend 49 communes membres,.
En application du schéma départemental de coopération intercommunale approuvé le 30 mars 2016, cette seconde communauté d’agglomération de Cambrai fusionne au 1er janvier 2017 avec la communauté de communes de la Vacquerie, toutes deux concernées par le même « bassin de vie et la zone d’emploi tels qu’ils sont décrits par l’INSEE »,, créant une troisième structure intercommunale qui conserve la dénomination de communauté d’agglomération de Cambrai,.

## Territoire communautaire

### Géographie
En matière de développement économique, la communauté d'agglomération de Cambrai doit faire face à un territoire touché par la désindustrialisation (textile, sidérurgie).
L'intercommunalité bénéficie de l'excellence de la desserte autoroutière (carrefour des autoroutes A2 et A26).

### Composition
La communauté d'agglomération est composée des 55 communes suivantes :

| Nom                      | Code Insee | Gentilé                     | Superficie (km2) | Population (dernière pop. légale) | Densité (hab./km2) |
| ------------------------ | ---------- | --------------------------- | ---------------- | --------------------------------- | ------------------ |
| Cambrai (siège)          | 59122      | Cambrésiens                 | 18,18            | 31 568 (2022)                     | 1 736              |
| Abancourt                | 59001      | Abancourtois                | 5,67             | 450 (2022)                        | 79                 |
| Anneux                   | 59010      | Anneusiens                  | 5,44             | 256 (2022)                        | 47                 |
| Aubencheul-au-Bac        | 59023      | Aubencheulois               | 3,2              | 535 (2022)                        | 167                |
| Awoingt                  | 59039      | Leus                        | 6,31             | 773 (2022)                        | 123                |
| Banteux                  | 59047      | Banteusiens                 | 6,18             | 343 (2022)                        | 56                 |
| Bantigny                 | 59048      | Bantignois                  | 3,17             | 499 (2022)                        | 157                |
| Bantouzelle              | 59049      | Bantouzellois               | 7,45             | 443 (2022)                        | 59                 |
| Blécourt                 | 59085      | Blécourtois                 | 3,58             | 309 (2022)                        | 86                 |
| Boursies                 | 59097      | Bodiciens                   | 7,62             | 376 (2022)                        | 49                 |
| Cagnoncles               | 59121      | Cagnonclais                 | 6,23             | 662 (2022)                        | 106                |
| Cantaing-sur-Escaut      | 59125      | Cantinois                   | 6,48             | 408 (2022)                        | 63                 |
| Cauroir                  | 59141      | Cauroisiens                 | 5,61             | 575 (2022)                        | 102                |
| Crèvecœur-sur-l'Escaut   | 59161      | Crépicordiens               | 19,06            | 717 (2022)                        | 38                 |
| Cuvillers                | 59167      | Cuvillois                   | 2,83             | 187 (2022)                        | 66                 |
| Doignies                 | 59176      | Doigniesiens                | 7,4              | 323 (2022)                        | 44                 |
| Escaudœuvres             | 59206      | Scaldobrigiens              | 6,64             | 3 180 (2022)                      | 479                |
| Esnes                    | 59209      | Esnois                      | 14,44            | 673 (2022)                        | 47                 |
| Estrun                   | 59219      | Estrunois                   | 2,82             | 721 (2022)                        | 256                |
| Eswars                   | 59216      | Eswarsiens                  | 2,78             | 360 (2022)                        | 129                |
| Flesquières              | 59236      | Flesquerois                 | 6,28             | 269 (2022)                        | 43                 |
| Fontaine-Notre-Dame      | 59244      | Fontenois                   | 10,52            | 1 759 (2022)                      | 167                |
| Fressies                 | 59255      | Fressinois                  | 4,73             | 573 (2022)                        | 121                |
| Gonnelieu                | 59267      | Ganelons                    | 4,97             | 283 (2022)                        | 57                 |
| Gouzeaucourt             | 59269      | Gouzeaucourtois             | 12,11            | 1 434 (2022)                      | 118                |
| Haynecourt               | 59294      | Haynecourtois               | 5,92             | 305 (2022)                        | 52                 |
| Hem-Lenglet              | 59300      | Hemilengletois              | 4,94             | 552 (2022)                        | 112                |
| Honnecourt-sur-Escaut    | 59312      | Honnecourtois               | 15,49            | 722 (2022)                        | 47                 |
| Iwuy                     | 59322      | Iwuysiens                   | 12,75            | 3 335 (2022)                      | 262                |
| Lesdain                  | 59341      | Lesdainois                  | 8,43             | 448 (2022)                        | 53                 |
| Marcoing                 | 59377      | Marconiens                  | 15,11            | 1 865 (2022)                      | 123                |
| Masnières                | 59389      | Masnièrois                  | 10,97            | 2 731 (2022)                      | 249                |
| Mœuvres                  | 59405      | Moeuvriens                  | 7,38             | 493 (2022)                        | 67                 |
| Naves                    | 59422      | Navois                      | 5,19             | 623 (2022)                        | 120                |
| Neuville-Saint-Rémy      | 59428      | Neuvillois                  | 2,37             | 3 909 (2022)                      | 1 649              |
| Niergnies                | 59432      | Niergniens                  | 4,35             | 511 (2022)                        | 117                |
| Noyelles-sur-Escaut      | 59438      | Noyellois                   | 4,8              | 815 (2022)                        | 170                |
| Paillencourt             | 59455      | Paillencourtois             | 7,56             | 1 022 (2022)                      | 135                |
| Proville                 | 59476      | Provillois                  | 6,31             | 3 167 (2022)                      | 502                |
| Raillencourt-Sainte-Olle | 59488      | Raillencourtois             | 7,09             | 2 104 (2022)                      | 297                |
| Ramillies                | 59492      | Ramilliens                  | 5,11             | 588 (2022)                        | 115                |
| Ribécourt-la-Tour        | 59500      | Ribécourtois                | 8,79             | 378 (2022)                        | 43                 |
| Rieux-en-Cambrésis       | 59502      | Rieuxois                    | 7,66             | 1 432 (2022)                      | 187                |
| Les Rues-des-Vignes      | 59517      | Les-Rues-des-Vinois         | 17,85            | 740 (2022)                        | 41                 |
| Rumilly-en-Cambrésis     | 59520      | Rumillions                  | 6,72             | 1 422 (2022)                      | 212                |
| Sailly-lez-Cambrai       | 59521      | Saillysiens                 | 3,28             | 416 (2022)                        | 127                |
| Sancourt                 | 59552      | Sancourtois                 | 3,88             | 197 (2022)                        | 51                 |
| Séranvillers-Forenville  | 59567      | Séranvillerois-Forenvillois | 7,24             | 417 (2022)                        | 58                 |
| Thun-l'Évêque            | 59593      | Thun-Épiscopiens            | 5,69             | 777 (2022)                        | 137                |
| Thun-Saint-Martin        | 59595      | Martiniens                  | 6,03             | 542 (2022)                        | 90                 |
| Tilloy-lez-Cambrai       | 59597      | Tilloysiens                 | 3,32             | 695 (2022)                        | 209                |
| Villers-en-Cauchies      | 59622      | Villersois                  | 8,94             | 1 148 (2022)                      | 128                |
| Villers-Guislain         | 59623      | Guislanais                  | 11,27            | 682 (2022)                        | 61                 |
| Villers-Plouich          | 59625      | Villersois                  | 10,97            | 389 (2022)                        | 35                 |
| Wambaix                  | 59635      | Wambaisiens                 | 6,17             | 368 (2022)                        | 60                 |

### Démographie
| 1968   | 1975   | 1982   | 1990   | 1999   | 2008   | 2013   | 2019   | 2021   |
| ------ | ------ | ------ | ------ | ------ | ------ | ------ | ------ | ------ |
| 81 743 | 84 477 | 83 150 | 81 912 | 80 965 | 80 550 | 82 142 | 81 335 | 80 510 |

### Partenariat
Un partenariat existe entre la communauté d'agglomération de Cambrai et la ville de Pouchkine en Russie.

## Organisation

### Siège
Le siège de la communauté d'agglomération est situé au 14 de la rue Neuve, à Cambrai.

### Élus
La communauté est administrée par un conseil communautaire constitué de d'élus représentant chaque commune membre.
À compter des élections municipales de 2020, le conseil communautaire est composé de 92 sièges répartis en fonction de la population des communes membre, comme suit :

- 29 délégués pour Cambrai ;

- 3 délégués pour Neuville-Saint-Rémy, Iwuy et Escaudoeuvres ; 

- 2 délégués pour Proville, Masnières et Raillencourt-Sainte-Odile ; 

- 1 délégué et son suppléant pour les autres communes.
À la suite des élections municipales de 2014, le conseil communautaire réuni le 14 avril 2014 a réélu son président, François- Xavier Villain. Lors de la création de la troisième Communauté d'agglomération de Cambrai, il a renouvelé le 2 janvier 2017 le mandat de François- Xavier Villain.

### Liste des présidents
| Période          | Période                      | Identité                | Étiquette         | Qualité |
| ---------------- | ---------------------------- | ----------------------- | ----------------- | --- |
| 22 décembre 1992 | 18 décembre 2008             | Jacques Legendre        | RPR               | Professeur de lettres modernes Secrétaire d’État (1977 → 1981) Sénateur (1992 → 2017) Député du Nord (16e circ.) (1973 → 1981) Maire de Cambrai (1977 → 1992) Démissionnaire pour cumul des mandats                                                       |
| 18 décembre 2008 | 10 décembre 2021             | François-Xavier Villain | DVD, DLR puis UDI | Avocat Député du Nord (18e circ.) (2002 → 2017) Conseiller général de Cambrai-Ouest (1982 → 2002) Vice-président du Conseil général du Nord (1992 → 1995) Maire de Cambrai (1992 → ) Nicolas Siegler assure l'intérim en sa qualité de 1er vice-président |
| 22 décembre 2021 | En cours (au 1 février 2022) | Nicolas Siegler         | DVD               | Juriste, chargé d’enseignement à l’Université de Lille Conseiller départemental de Cambrai (2015 → ) Vice-président du Conseil départemental du Nord (2015 → ) Conseiller général de Cambrai-Est (2011 → 2015)                                            |

### Liste des vice-présidents (2020)
1. Nicolas Siegler — Élu de Cambrai / vice-président du Département — 1er vice-président chargé de l’administration générale, des dossiers d’infrastructures, de la présence au pôle métropolitain, de l’aménagement du territoire et du dossier Canal Seine Nord.
2. Francis Noblecourt — Maire de Masnières.
3. Marjorie Gosselet — Maire de Niergnies.
4. Laurence Saydon — Élue de Cambrai — 4e vice-présidente chargée de la culture, du tourisme et du patrimoine.
5. Jacques Richard — Maire de Gouzeaucourt — 5e vice-président chargé de la ruralité et du développement rural.
6. Jean-Pascal Lerouge — Élu de Cambrai.
7. Sylviane Maur — Maire de Bantouzelle — 7e vice-présidente chargée de l’emploi, la formation et l’insertion.
8. Sylvain Tranoy — Élu de Cambrai — 8e vice-président chargé de l’urbanisme, du Pays du Cambrésis, SCOT, de l’université et de l’habitat.
9. Daniel Poteau — Maire d’Iwuy — 9e vice-président chargé des ordures ménagères.
10. Marie-Bernadette Buisset — Maire de Séranvillers-Forenville — 10e vice-présidente chargée de la santé et de l’accès aux soins.
11. Jacques Denoyelle — Maire de Thun-l'Évêque — 11e vice-président chargé des travaux et de la maîtrise d’ouvrage.

Trois vice-présidents issus de l’association Cambrésis Passion Communes n’ont pas de délégation.

### Liste des vice-présidents (2021)
1. Yvette Blanchard — Maire de Hem-Lenglet — 1re vice-présidente chargée de l’aménagement durable du territoire, de l’administration générale, de l’accessibilité et de la modernisation des services publics.
2. Marjorie Gosselet — Maire de Niergnies — 2e vice-présidente chargée des transports.
3. Jacques Denoyelle — Maire de Thun-l'Évêque — 3e vice-président chargé des travaux, des infrastructures et des bâtiments.
4. Daniel Poteau — Maire d’Iwuy — 4e vice-président chargé de la stratégie de gestion des déchets des ménages.
5. Guy Coquelle — Maire de Proville — 5e vice-président chargé de l’environnement, du cadre de vie, des mobilités durables et de la transition écologique et énergétique.
6. Gérard Laurent — Élu de Cambrai — 6e vice-président chargé du développement économique, de l’attractivité économique, de la troisième révolution industrielle et de l’innovation.
7. Jacques Richard — Maire de Gouzeaucourt — 7e vice-président chargé du développement rural et des actions rurales en faveur de la jeunesse.
8. Sylviane Maur — Maire de Bantouzelle — 8e vice-présidente chargée des solidarités, de la cohésion sociale, du parcours vers l’emploi et de l’économie sociale et solidaire.
9. Francis Noblecourt — Maire de Masnières — 9e vice-président chargé des Parcs d’activités économiques d’Escaudœuvres, de Gouzeaucourt, de Marcoing et de Masnières.
10. Laurence Saydon — Élue de Cambrai — 10e vice-présidente chargée de la culture, du tourisme et du patrimoine.
11. Sylvain Tranoy — Élu de Cambrai — 11e vice-président chargé de l’urbanisme, de l’enseignement supérieur, de la recherche et de l’habitat.
12. Marie-Bernadette Buisset — Maire de Séranvillers-Forenville — 12e vice-présidente chargée de la santé, de la prévention et de l’autonomie.
13. Jean-Pascal Lerouge — Élu de Cambrai — 13e vice-président chargé du cycle de l’eau.
14. Christian Dumont — Maire de Neuville-Saint-Rémy — 14e vice-président chargé de la sécurité civile et des commémorations mémorielles.
15. Bernard de Narda — Maire de Raillencourt-Sainte-Olle — 15e vice-président chargé du commerce et de l’artisanat.

### Compétences
La communauté exerce des compétences qui lui sont déléguées par l'ensemble des communes qui la composent, conformément aux dispositions du code général des collectivités territoriales. Ces compétences peuvent être résumées comme suit : 
Compétences obligatoires
- le développement économique
- l'aménagement de l'espace communautaire
- l'équilibre social de l'habitat sur le territoire communautaire
- la politique de la ville dans la communauté

Compétences optionnelles
- voirie d'intérêt communautaire et parcs de stationnement d'intérêt communautaire,
- protection et mise en valeur de l'environnement et du cadre de vie
- équipements culturels et  sportifs d'intérêt communautaire,
- action sociale d'intérêt communautaire.

Compétences facultatives
- Service départemental d'incendie et de secours (SDIS)
- Accompagnement de l'État pour le développement de l'enseignement supérieur
- Piscines de Cambrai : participation financière
- TIC : accompagnement des aménagements pour l'amélioration des débits
- Gestion des fourrières automobiles
- Gestion des fourrières animales
- Politique touristique dans certains domaines
- Action et aides financières à l'Office du Tourisme du Cambrésis
- Accompagnement dans la création, la valorisation et  la promotion des chemins de randonnées
- Accompagnement du développement des filières : culture et patrimoine, nature, fluvial et mémoire de la Grande Guerre

### Régime fiscal et budget
La communauté d'agglomération est un établissement public de coopération intercommunale à fiscalité propre.
Afin de financer l'exercice de ses compétences, l'intercommunalité perçoit, comme toutes les communatés d'agglomération, la fiscalité professionnelle unique (FPU) – qui a succédé à la taxe professionnelle unique (TPU) – et assure une péréquation de ressources.

## Projets et réalisations
Développement économique
Le parc d'activités Actipôle (100 hectares) est désormais[Quand ?] complet, cinq entreprises importantes représentant déjà[Quand ?] 800 emplois ayant choisi de s'y installer. Une extension est en cours de réalisation.